# Барон Мантон
Барон Мантон из Комптона Вернея в графстве Уорикшир — наследственный титул в системе Пэрства Соединенного Королевства. Он был создан 25 января 1922 года для британского промышленника из Лидса Джозефа Уотсона (1873—1968). 
По состоянию на 2024 год носителем титула являлся его правнук, Майлс Рональд Маркус Уотсон, 4-й барон Мантон (род. 1958), который стал преемником своего отца в 2003 году. Его наследником является его старший сын, достопочтенный Томас Найджел Чарльз Дэвид Уотсон (род. 1985).

## Бароны Мантон (1922)
- 1922—1922: Джозеф Уотсон, 1-й барон Мантон (10 февраля 1873 — 13 марта 1922), единственный сын Джорджа Уотсона (1840—1905)[1];
- 1922—1968: Джордж Майлс Уотсон, 2-й барон Мантон (21 июня 1899 — 10 июня 1968), старший сын предыдущего[2];
- 1968—2003: Джозеф Руперт Эрик Роберт Уотсон, 3-й барон Мантон (22 января 1924 — 8 августа 2003), единственный сын предыдущего[3];
- 2003 — настоящее время: Майор Майлс Рональд Маркус Уотсон, 4-й барон Мантон (род. 7 мая 1958), старший сын предыдущего[4];
  - Наследник титула: достопочтенный Томас Найджел Чарльз Дэвид Уотсон (род. 19 апреля 1985), старший сын предыдущего[5].